# Horstdorf
Horstdorf is een plaats en voormalige gemeente in de Duitse deelstaat Saksen-Anhalt en maakt deel uit van de gemeente Oranienbaum-Wörlitz in de Landkreis Wittenberg.
Horstdorf telt 614 inwoners.

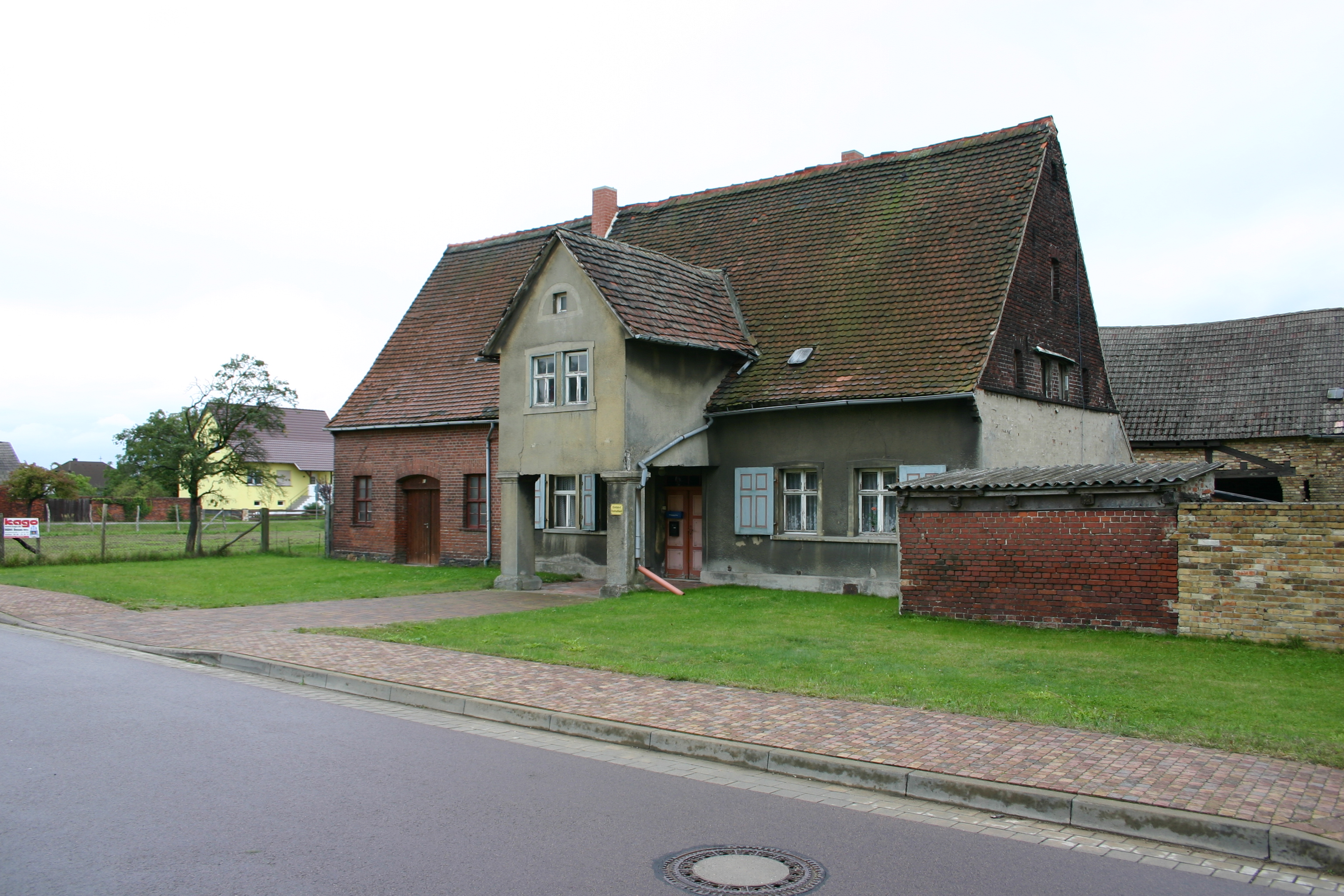
Laubenshaus, Horstdorf
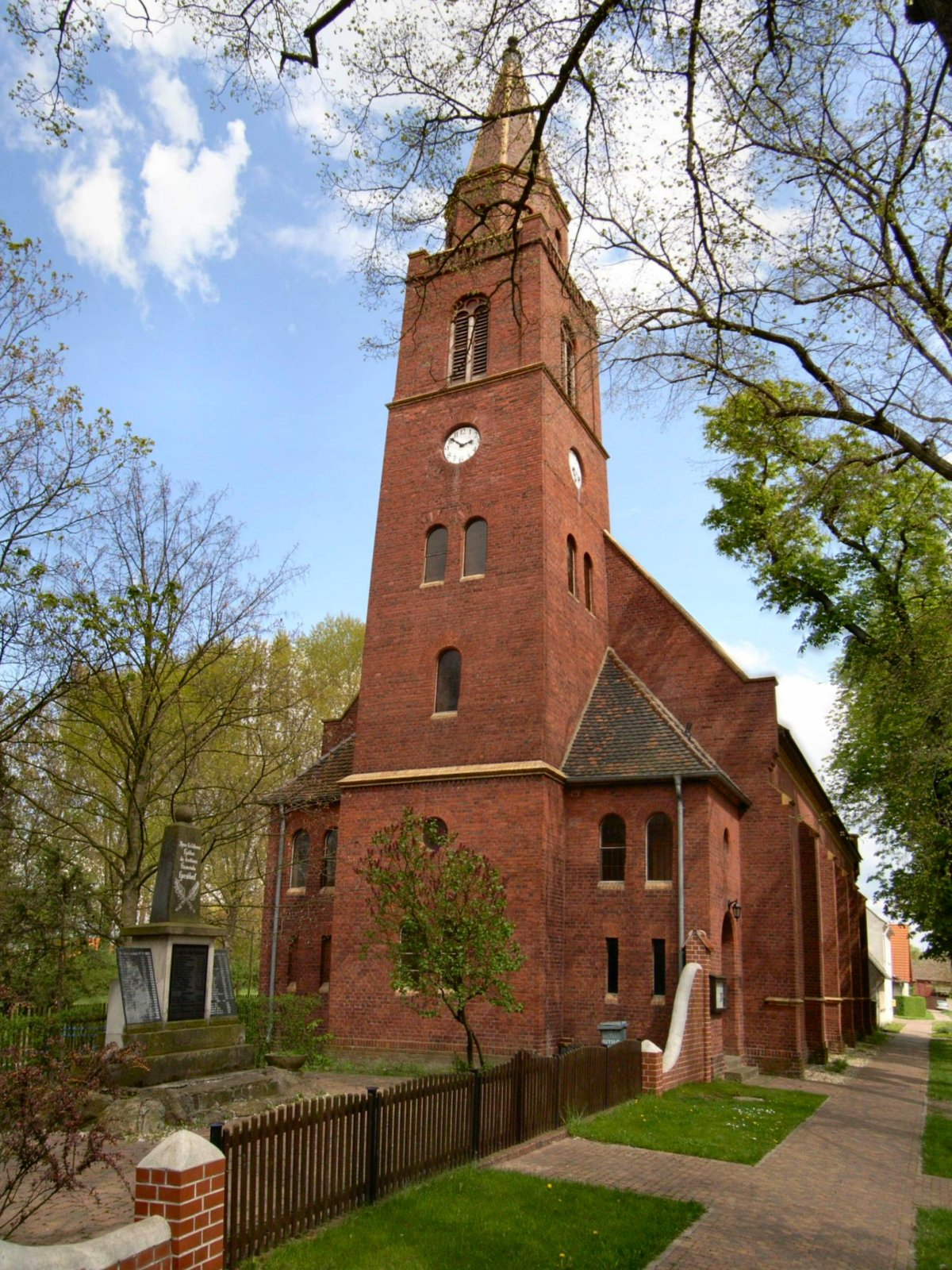
Kerk en oorlogsmonument van Horstdorf